# Ermita de Sant Roc de Benassal
L'ermita de Sant Roc de Benassal, a la comarca de l'Alt Maestrat, és un lloc de culte catalogat com Bé de Rellevància Local, amb la categoria de Monument d'interès local.
L'ermita és a la muntanya Timor, a uns 950 metres d'altitud. S'hi arriba seguint una via pecuniària, que des de Benassal pel carrer Sant Francesc hi condueix.

## Història
L'ermita es va construir des de l'any 1558 per a sol·licitar la intercessió del sant davant la greu epidèmia de pesta que patia la zona. Es va acabar el 1559, i es va consagrar-la amb la benedicció el mateix dia de la celebració de Sant Roc, el 16 d'agost. Aviat l'ermita es va quedar petita i van ser necessàries ampliacions i reformes, que es van succeir entre 1595 i 1599, i van ser realitzades per un grup de mestres francesos.
La Guerra de Successió, va deteriorar considerablement l'ermita, i se'n va perdre pràcticament tot el patrimoni artístic que contenia. Es van començar les obres de reconstrucció el 1718, moment en el qual es va construir també una nova casa per a l'ermità, així com una sagristia al pis superior. Malgrat que es va tractar de conservar mitjançant reformes i millores, en la guerra del 36 va ser destruïda. Per bé que la van recontruir després de la contesa, es va deixar sense manteniment el que va provocar que a la fi del segle xx era en un estat de conservació deplorable, per la qual cosa va ser menester una restauració completa.

## Descripció
L'ermita presenta a l'exterior una placeta, emmarcada per un petit mur semicircular de mitjan segle xix. Al centre s'observa una espècie de peiró, consistent en una peanya de pedra amb una creu de forja datada de 1908.
L'ermita té una planta rectangular, fàbrica de maçoneria i coberta a dues aigües. La casa de l'ermità i la sagristia són adossats a l'absis. S'hi accedeix per una portada de pedres que emmarca amb dovelles i carreus la porta d'entrada en forma d'arc de mig punt amb la inscripció de la data de fi de l'obra inicial el 1557. Com a adorn de la façana destaca la finestra que s'obre en el frontó i la rematada amb una espadanya amb coberta de teules i una campana.
Les dimensions interiors són de 20 metres de longitud per 9,30 metres d'amplària, i presenta a banda i banda quatre arcs enfront de sengles capelles. La coberta interior és de volta de canó i a banda i banda té llunetes cegues, menys en el presbiteri, on s'imita una volta de creueria amb amples nervis que acaben en mènsules i que coincideixen en la clau central. A l'altar hi ha la imatge de Sant Roc, i a banda i banda pintures de Sant Josep i de la Verge dels Desemparats.
L'ermita originària havia estat dotada amb un retaule gòtic i una imatge de Sant Roc, els quals es van millorar per Josep Ribera, el primer ermità que va haver-hi, que fins i tot va portar una relíquia del sant des de Montpeller.
La festa del sant se celebra el dia 16 d'agost, quan es fa un romiatge que puja a peu des de l'església parroquial, després s'oficia una missa i es reparteix el pa beneït.